# Lindon Selahi
Lindon Selahi, né le 26 février 1999 à Namur en Belgique, est un footballeur international albanais, qui évolue au poste de milieu de terrain au Widzew Łódź.

## Biographie

### Standard de Liège
Natif de Namur en Belgique, Lindon Selahi est formé au Standard de Liège. Il signe son premier contrat professionnel à seulement 17 ans, le 3 juin 2016. Le 10 mai 2018, il fait sa seule apparition avec la vareuse liégeoise en équipe première pour une mi-temps lors d’une victoire des Rouches sur la pelouse d’Anderlecht en play-offs 1 (victoire 1-3).

### FC Twente
Le 6 juin 2019, Lindon Selahi s'engage en faveur du club néerlandais du FC Twente, pour un contrat de deux ans plus une année en option. Il fait sa première apparition sous ses nouvelles couleurs le 3 août 2019, lors de la première journée de la saison 2019-2020 d'Eredivisie face au PSV Eindhoven. Les deux équipes font match nul ce jour-là (1-1). Le 25 octobre de la même année, il inscrit son premier but pour Twente, et également le premier de sa jeune carrière professionnelle, lors de la victoire de son équipe en championnat face au FC Emmen (4-1).

### HNK Rijeka
En fin de contrat au FC Twente à l'été 2021, Lindon Selahi s'engage librement avec le NK Rijeka le 24 juillet 2021.
Il joue son premier match sous ses nouvelles couleurs le 1er août 2021, lors d'une rencontre de championnat face au Dinamo Zagreb. Il entre en jeu et les deux équipes se neutralisent (3-3 score final).

### En équipe nationale
Lindon Selahi honore sa première sélection avec l'équipe nationale d'Albanie le 14 octobre 2019, lors d'un match de qualification pour l'Euro 2020 face à la Moldavie. Il entre en toute fin de rencontre lors de cette partie remportée par quatre buts à zéro par les Albanais.